# Anthurium huixtlense
Anthurium huixtlense är en kallaväxtart som beskrevs av Eizi Matuda. Anthurium huixtlense ingår i släktet Anthurium och familjen kallaväxter. Inga underarter finns listade.